# Tykadlovky
Tykadlovky (Tentaculata) je třída primitivních mořských živočichů podobných žahavcům, z kmene žebernatek. Vyznačují se jedním párem zatažitelných někdy velice dlouhých tykadel s lepivými buňkami (tzv. colloblasty), kterými loví potravu (mořský plankton nebo i rybí potěr). Mají 8 párů podélných žeber, které umožňují pohyb. Nejznámějším druhem je Hruškovka obecná (Pleurobrachia rhodopsis).